# Rákosszentmihályi SC
A Rákosszentmihályi SC egy 2002-ben alakult labdarúgócsapat, melynek székhelye Budapesten található. A csapat névadó elődje még az 1901-es idényben ezüstérmes lett a NB2-ben.

## Története

### Előzmények
Már 1898-ban működött egy magántársaság Rákosszentmihályon, de csak 1901 februárjában alakult hivatalos egyesületté Rákosszentmihályi Sport-telep Egyesület néven. Alapszabályában lefektetett feladata a sport minden ágának művelése és a „rákos-szent-mihályi társasélet fejlesztése” volt.
1910-ben kilépett a Terézvárosi Sport Club körülbelül 40 tagja, akik Rákosszentmihályon laktak és Rákosszentmihályi Sport Club (RSC) név alatt új egyletet alakítottak. Szentmihályon körülkerített pályát is kaptak. Színük a kék-fehér volt.
1920-ban az RSC fuzionált a Rákosszentmihályi Atlétikai és Football Clubbal (RAFC) Rákosszentmihályi Testedzők Köre (RTK) néven, amiből 1924-ben a RAFC kivált és újjászerveződött. A Rákosszentmihályi TK így és ezen a néven 1945-ig, majd más neveken 1968-ig működött, végül 1972-ben egyesült a KÉV Metróval Metro RSC néven, a Csömöri úti sporttelepen. Az 1970-es években megszüntetett BLSZ III-ban játszó labdarúgócsapat nagypályája helyén 2 kispályát, 2 kézilabdapályát és újabb teniszpályát hoztak létre az 1980-as évekre. Ettől kezdve a tenisz lett a fő sportág.

### A fociklub megalakulása
A Rákosszentmihályi Sport Club (RSC) 2002. augusztus 5-én, a János utca 27. szám alatti Hörpintő borozóban alakult meg. Színe a zöld-sárga lett, elnöke és edzője pedig Szeles János. Alapító tagjai: Szeles János, Gódor József, Wild Attila, Pajer Gyula, Rozmann István, Szántó Béla, Juhász Attila, Juhász Attiláné, Kiscelli József és Hudák Gábor voltak.

## Sikerek

### Elődcsapatok
NB II
- Ezüstérmes: 1901

NB III
- Bajnok: 1919–1920

### 2002 után
BLSZ I
- Bronzérmes: 2010–2011

BLSZ II
- Bajnok: 2008–2009